# 西巷説百物語
『西巷説百物語』（にしのこうせつひゃくものがたり）は、角川書店から刊行されている京極夏彦の妖怪時代小説。「巷説百物語シリーズ」の第5作。妖怪マガジン『怪』にvol.0023からvol.0028まで連載された。第24回柴田錬三郎賞受賞作。

## 概要
前4作から趣を変え、又市の悪友・靄船の林蔵へ主役を交代し、作品の舞台も上方へと移る。人が生きて行くには痛みが伴う。人の数だけ痛みがあり、傷むところも傷み方もそれぞれちがう……大坂を舞台に、明確な悪意ではなくそれと知れず病んだ心が引き起こしてしまうが故に恐ろしい事件を描く。様々に生きづらさを背負う人間たちの業を、又市の悪友・林蔵があざやかな仕掛けで解き放つ。
場所を変えた上で、『邪魅の雫』の応用で、ターゲット視点、ミステリでいうなら被害者視点にスタイルを変更している。

## あらすじ
大坂屈指の版元にして、実は上方の裏仕事の元締である一文字屋仁蔵の許には、数々の因縁話が持ち込まれる。いずれも一筋縄ではいかぬ彼らの業を、あざやかな仕掛けで解き放つのは、御行の又市の悪友、靄船の林蔵。亡者船さながらの舌先三寸の嘘船で、靄に紛れ霞に乗せて、気づかぬうちに彼らを彼岸へと連れて行く。「これで終いの金比羅さんや―」。

## 登場人物
主要登場人物は巷説百物語シリーズを参照。
林蔵（りんぞう）
異名：帳屋の林蔵（ちょうや の りんぞう）、靄船の林蔵（もやふね の りんぞう）
天王寺で書き物全般を扱う帳屋「帳屋林蔵」を営む。店先に樒が括られているので樒屋とも呼ばれている。切れ長の吊眼がどこか高貴な印象を与える佳い男だが、女にはどうもつれない。舌先三寸口八丁の嘘船に乗せ、気づかぬうちに相手を彼岸に連れて行く遣り口から、比叡七不思議の一つ「靄船」の二つ名がある。
柳次（りゅうじ）
異名：六道屋の柳次（ろくどうや の りゅうじ）、浮かれ亡者の柳次（うかれもうじゃ の りゅうじ）
大名家から払い下げて貰った献上品を売り捌く献残屋を渡世とする。紀州の生まれで江戸から上方へと東へ西へ流れて暮らしているという。死人を恰も生きているように見せかける死人芝居を得意としており、浮かれ亡者の二つ名がある。
お龍（おりょう）
異名：横川のお龍（よかわ の おりょう）
白川女に扮する小悪党。柳次と組んでの幽霊芝居を得意とし、小娘から老婆まで、どんな女にも見事に化ける。
文作（ぶんさく）
異名：祭文語りの文作（さいもんがたり の ぶんさく）
讃岐辺りの出身の神出鬼没な無宿人。惑わしが専門だが、生薬の調合や仕掛け道具の製作も熟す。

## 桂男
大阪の杵乃字屋の一人娘に縁談話が舞い込む。尾張の城島屋からの縁談だったが、城島屋の手口で店を潰されるかもしれないと、大番頭が主人に進言するがーーー（『怪』vol.0023 掲載）

### 登場人物
杵乃字屋 剛右衛門（きのじや ごうえもん）
大坂の廻船問屋「杵乃字屋」の主人。紀州から流れてきた崩れ馬喰だったが、杵乃字屋を裸一貫で築き上げた。上方での暮らしも今年で25年になる。
商売は繁盛していて金も立派な屋敷もあり、蔵は6つも建て、家族も縁者も達者で自分の身体も丈夫、真面目で己を慕う奉公人にも恵まれて満ち足りている。奥座敷に設えた物見の向月台から月を眺めるのを好む。
林蔵に商売指南役を頼み、倹約し出金を減らすことで実入りを2割増しにし、分配した余剰金の遣い方が荒く素行の悪い者26名を一斉に解雇して無駄を省いて働き易くしたことで、大繁盛の福の神だと強く信頼している。娘に突如舞い込んだ縁談について、尾張に用があった林蔵に様子見旁使いを頼む。
お峰（おみね）
剛右衛門の一人娘。尾張の回船問屋である城島屋の籐右衛門から縁談の話が来ている。
儀助（ぎすけ）
杵乃字屋の大番頭。剛右衛門の許で働いて10年になる。柳次から城島屋の悪い噂を聞き、今回の縁談話を慎重に考えるよう主人の剛右衛門に進言する。
籐右衛門（とうえもん）
尾張でも指折りの廻船問屋「城島屋」の次男坊。お峰を見初めたとして恋文を送る。あの手この手で競争相手の店を乗っ取り、時に潰して商売を広げて来た悪辣な店だとの噂もある。
里江（さとえ）
船問屋「松野屋」の一人娘。城島屋に店を乗っ取られて親子ともども受けた非道を語る。

## 遺言幽霊 水乞幽霊
春。頭痛で目覚めた貫蔵は、自分が3ヶ月前に倒れたきりずっと寝たままだった事を知る。しかも記憶は1年前の春以降の事が思い出せないらしい。父である貫兵衛から勘当されたのは、昨日の事ではなかったのかーーー（『怪』vol.0024 掲載）

### 登場人物
小津屋 貫蔵（おづや かんぞう）
両替商「小津屋」の次男。人当たりも素行も悪く、独り善がりで短気で僻みっぽく、のみならず時に我を忘れて凶暴になり、揉め事を起こして幾度もお縄を受けている。強欲な父・貫兵衛と、言うがままで世渡り上手な兄・貫助を憎んでいる。特に兄を嫌っており、同じ子供で同じことを為ていても、叱られるのも責められるのも専ら自分の方で、要領良く振る舞おうとすると手を抜くな調子に乗るなと詰られ、堅実に生きようとすればうすのろ役立たずと罵られたことで僻み根性が大きく育ったひね曲がった駄目な大人になった。
堂島の米会所の前の広小路で倒れ、運悪く後頭を大八の持ち手にぶつけて昏倒したところを林蔵に助けられた。3ヶ月後に目覚めたが、ここ1年の事が思い出せず、今まで商売を手伝っていたという林蔵、番頭の文作とお龍から話を聞く。
3千両に加え、貸付けの担保として大名家から預かっていた太閤に下賜されたという茶碗を盗まれ、大名家と大揉めして悪評が立って僅か1ヶ月で商売が駄目になり、50人いた奉公人は12人にまで減って、3ヶ月昏倒している間に文作以外の残りの奉公人も全員辞めてしまっていた。
文作（ぶんさく）
小柄な男。3ヶ月前から小津屋の番頭をしているという。
小津屋 貫兵衛（おづや かんべえ）
小津屋の主人。貫助の命が奪われた時には遣り切れなくなって取り乱したが、罵言を吐いて勘当したことを悔いて土下座までして身代を譲った。だが商売が立て直りつつあった頃に担保の茶碗を紛失する事件が重なり、商売が追い込まれたことや大名家の使者からの連日の突き上げを受け、昨年の長月に自ら首を吊って亡くなったという。
小津屋 貫助（おづや かんすけ）
小津屋の長男。一昨年の時雨月、小津屋に押し込みが入った際に殺されたという。
我が儘を言わず駄々を捏ねることもない良い子だった。乱暴も働かず、悪戯もせず、修身修養も怠らず、手伝いも能くするので褒められることの方が多く、貰う小言は精々元気がない、覇気がない、温順し過ぎる、童のくせに奥床しい程度。だが、貫蔵に言わせれば、大人の顔色を窺い、場を読んで取り繕うのが上手な子供だったという。
喜助（きすけ）
小津屋の番頭だった。店員を代表して貫蔵と和解するよう貫兵衛に進言したというが、大旦那の貫兵衛が亡くなった時には後を追ったという。
六道斎（ろくどうさい）
生死の境を行き来していた貫蔵を、魂呼ばい死人返しで呼び戻したという男。忘れた昔を思い出させることはできないが、記憶が頭から消えてなくなることはないので、何か契機があれば忘れていたことを思い出せると告げる。

## 鍛冶が嬶
土佐で刀鍛冶をしている助四郎は悩んでいた。何よりも大切な、親よりも国よりも大事に思っており、出来ることは何でもして望むものは何でも与えてきた女房が、何かと入れ替わったかのように笑わなくなってしまったのだ。御行の又市の紹介で大阪の一文字屋へ相談に行くがーーー（『怪』vol.0025 掲載）

### 登場人物
助四郎（すけしろう）
土佐は佐喜浜の刀鍛冶。名匠名工の類ではないが、その能く切れる乱れ刃は高く売れている。鍛冶が嬶伝説に登場する鍛冶屋の家系で、代々鍛冶が嬶の墓の墓守もしている。
自分を変えてくれた女房のことは親や国より大事に思っていて、八重を喜ばせるためだけに努力も我慢も何でもして、嫌がること、悲しむこと、困ることは全て取り除いてきた。誠実な性格で、八重には一つも隠し事をしていないという。
腰が低く愛想も良かった父とは違って人付き合いが得手な方ではなく、白地に嫌われていた訳ではないが村人からは疎んじられ、付き合いは殆どなかったが、妻の勧めで金を気前よく使い行事にも参加するようにした所為か、今では立派な刀鍛冶として捉えられている
女房の八重が笑わなくなって困っていたところを、船幽霊騒動で動いていた又市より案内を受け、一文字屋に相談する。
一文字屋 仁蔵（いちもんじや にぞう）
大阪でも指折りの版元である一文字屋の主人。その裏の顔は何とも為難き困りごとの相談に相応の金額で請ける渡世の元締。屋号の暖簾は臙脂に白く染め抜かれた、丸に一の字。柔和な顔で貫禄もあるが明らかに只者ではない雰囲気を纏っている。意外なことに上方の言葉は話さない。
佐助（さすけ）
一文字屋の番頭。能く肥えている。助四郎の話を受け仁蔵の元へ案内する。
八重（やえ）
助四郎の女房。慈悲深く、当たり前の事に喜び、微笑んで、時に声を出して笑う優しい女性。
10年前、父親が亡くなって独り身だった助四郎の許に通い、あれこれと面倒をみていた。そのおかげで助四郎はそれまで置き去りにしてきた人としての色色なことを学ぶ。だが助四郎も分からない何かの理由で、2年前から笑うことを止め口も利かなくなってしまう。
与吉（よきち）
八重に惚れて執拗く纏わり付いて、助四郎の許に嫁いだ後も幾度も訪れて口説き、剰え夜這いを掛けたり待ち伏せて組み伏せようとしたという。
染（そめ）
八重の友人。仲良くしてきた八重に辛く当たり、助四郎に色目を使うようになったという。
源吉（げんきち）
八重の叔父。助四郎と姪の結婚に最後まで反対して、助四郎を化け物鍛冶屋や狼と罵り八重を泣かせたという。

## 夜楽屋
人形浄瑠璃の楽屋で塩谷判官の首(かしら)が割れた。高師直との人形争いだと一同が騒ぐ。8年前にも同様の人形争いが起こり、人死にまで出たのだ。その真相はーーー（『怪』vol.0026 掲載）

### 登場人物
藤本 豊二郎（ふじもと とよじろう）
人形遣い。豊二郎の2代目。此度の「仮名手本忠臣蔵」で塩谷判官の主遣い。
元の名は末吉（まつきち）といい摂津の貧農に生を受ける。6人兄姉の末で本来は間引かれる筈の子であったが、生命力が強く親が間引き損ねたため、家族全員から死んでくれれば良いと言われて育ち、凡そ人とは思えぬ暮らしの中で一人だけ生き残り8歳で家を出て2年間は乞食や盗みをして食い繋ぐ。10歳の頃に行き倒れたところを先代の藤本豊二郎に拾われ人形遣いの下働きとなる。12歳で初めて見た先代の舞台に感銘を受け、人形芝居から生きるということを学び、13歳で正式に弟子入りして藤本豊吉（ふじもと とよきち）と名を変え、17歳で黒衣の格好に、18歳で足遣いになり、20歳で一人遣いの人形を任される。28歳で左遣いに昇るがそこからが長く、首をなかなか持たせて貰えなかったという。
米倉 巳之吉（よねくら みのきち）
人形遣い。巳之吉の二代目。此度の芝居で高師直の主遣い。元の名は由蔵（よしぞう）で先代の息子にあたる。
8年前まではぐうたらであまり芽が出ていなかったが、父である先代の死を契機に精進を重ね、たった1年で父親を凌ぐ名人に育ち、先代の自害から1年後に2代目を襲名する。
小右衛門（こえもん）
江戸の人形師。気難しそうな偉丈夫。元は四国の出という。
生き人形を拵える大層な名人で、10年前に江戸で打った無惨修羅場の生き人形「生地獄傀儡刃傷」の見事さにお上が怖れ、手鎖に掛かかっている。江戸を出て行方知らずとなっていたが、北林藩に隠遁ののち、思うところあって大阪に出て来て一文字屋の客人となっている。
豊二郎の使う塩谷半官の割れた首級を元に戻すと引き受ける。その際に巧みに修復されてはいるが、人形の右頬から一直線に小刀が掠めたような古傷があることを見抜く。
徳三（とくぞう）
衣裳方。持ち道具や飾りものなどの拵えに必要な小物を帳屋林蔵から購入しており、童の自分より義太夫節に目がないという林蔵に作りものの手伝いを頼んでいる。塩谷判官の頭が割られているのを見て、8年前と同じ人形争いが起きたと慄く。
勇之助（ゆうのすけ）
三味線方。10年前は江戸に居て、小右衛門作の「生地獄傀儡刃傷」を実際に目にしているため、彼が名匠であることは間違いないと語る。
杉本 兼太夫（すぎもと かねたゆう）
太夫。モノは壊れていても人死には出ていないなら8年前とは話が違うと、一同を落ち着かせようとする。
初代 藤本 豊二郎
先代豊二郎。行き倒れて死にかけていた10歳の末吉を拾った恩人。子供がなく、末吉を養子にしたいと考えていたが、彼がその慈悲に余り応えない様子から周囲に反対されていた。12歳で初めて舞台を見た末吉が、もっとたくさん人形芝居が観たいと言ったことに驚き喜んで、13歳で弟子入りを願い出られた時には泪まで流して喜び、快く申し出を受け入れた。
8年前の仮名手本忠臣蔵で塩谷判官を演じ、周囲を圧倒するような、迫真を超えた真そのものの芝居をした。だが、千秋楽の前夜、荒らされた楽屋の中で、師直の竹光の刀が勢い余って喉笛に突き刺さり、判官の下に倒れて死亡しているのが発見される。
初代 米倉 巳之吉
先代巳之吉で、2代目巳之吉（由蔵）の父。堂々として、武家よりもなお大義を重んじ、豪胆にして公明正大、礼節を知る人物だった。豊吉の人形遣いとしての筋の良さを買っており、彼の豊二郎襲名を強く推していた。
8年前の仮名手本忠臣蔵で高師直を演じ、憎げで威圧的な重々しい演技をした。しかし、先代豊二郎が殺された際に、遺恨ありと誰かに吹き込まれた奉行所により、他に下手人らしき者も居なかったこともあって捕らえられる。疑いは晴れず、かといって決め手もなく、詮議はいつまでも続き、豊吉が2代目豊二郎を襲名して半年後に自害する。

## 溝出
美曾我五箇村を疫鬼が襲う。領主により封鎖され孤立した5つの小さな村は、疫病で果てた骸の山と飢餓で動けなくなった村人がいる阿鼻叫喚の地獄絵図と化す。そこに戻った寛三郎だけが鬼となって腐る死骸を集め、火にくべて燃やし尽くすが、10年後、死骸が燃やされた荼毘ケ原で幽霊が出る。なぜ幽霊が今になって出るのかーーー（『怪』vol.0027 掲載）

### 登場人物
寛三郎（かんざぶろう）
元侠客。三曾我五箇村の一つ花里村の組頭の息子。生み出すために額に汗して泥に塗れて働いて食べている者しか信用せず、何も作らず生み出さず盗るだけで威張り腐る武士と僧侶が大嫌い。荒くれではあるが強くはなく、腕力だけはあるが、剣術を知らず、出入りの時も見様見真似の喧嘩振りで乗り切っていただけで、外連とハッタリだけで侠客をやっていた。
若い時分に家を捨て、泉州の侠客・蓑借一家の子分となっていたが、10年前に跡目争いに負け、村へと逃げ帰る。だが村は疫病で封鎖されており、家の中も外もゴロゴロ屍が転がっている地獄と化した酷い有様を目の当たりにし、生き残りには川の水を煮立たせて飲ませ、山で喰えるものを僅かばかり調達し、100体を超える死骸を集め、大八で荼毘ヶ原へと運んでまとめて燃やし、死人から剥ぎ取った着物や品物、住まいを生き残りが生きるために使った。村は救われるが、その時の姿が鬼にも地獄の獄卒にも例えられ、今では村の庄屋以上に畏れ、顔役として敬われている。
作造（さくぞう）
三曾我五箇村のひとつ、竹森村の組頭で五箇村の総代。荼毘ヶ原の幽霊騒ぎは、10年前の疫病の際きちんと弔えなかったからだと考え、供養をするよう五箇村の総意として寛三郎に陳情に上がる。
又右衛門（またえもん）
五箇村の庄屋。疫病が流行った時はまだ12歳だった。役人とも檀那寺とも繋がっているので寛三郎からは信用されておらず、腰抜けの役立たずだと思われていて、親の跡目を引き継いで村役人としての仕事をしているだけなので人望はなく、卑怯者の息子として小馬鹿にされている。荼毘ヶ原の幽霊騒ぎを極度に怯え、屋敷に籠って一歩も出てこない。寄り合いにも来ないという。
又兵衛（またべえ）
先代の庄屋で又右衛門の父親。10年前は各集落の組頭を集めて行き来を禁じて病人を隔離し、物資がなくなり衰弱するのを見越して和尚に食料を届けるよう頼んだが、対応が遅れて悪化の一途を辿る。打つ手を失い代官所に助けを求めるが、天下国家を揺るがす危機にもかかわらず報告が遅すぎたことを叱責された。村に疫病が流行り寛三郎が戻った時にはすでに姿が無かったという。30年前に寛三郎と悶着を起こしている。
伝兵衛（でんべえ）
木山村の村民。豪胆な性格。何処からか聴こえる恐ろしげな声を追って荼毘ヶ原に至り、男女2人連れの幽霊が居るのを目撃する。
和尚
五箇村唯一の檀那寺である庵徳寺の和尚。仏法は生者のためにあると弁えており、葬式や供養は生者がけじめをつけるためにするものだと考えている。
10年前は又兵衛に頼まれて物資を運び病人の看病をしていたが、村境に関所ができてからは差し入れも許されず役人に追い返された。10年前の疫病で亡くなった村人の供養をする訳を、寛三郎に説く。

## 豆狸
酒屋の売り上げの勘定が少しずつ減っている事に気づく与兵衛。笠を被った5つか6つくらいの可愛い男の子が2月頃より毎日通いだしてからという。その子供とはいったい誰なのかーーー（『怪』vol.0028 掲載）

### 登場人物
与兵衛（よへえ）
酒蔵新竹の主人。向上心があって商売上手で、京からも江戸からも酒を買いに来る程の評判の酒を造る。真面目で実直な性格で、何でも背負い込む不器用な性質。親は煮売り屋。10歳で父が消えた後は朱引きの外を渡り歩いて職を転々とし、14歳の時に江戸を出て20余年、上方に腰を落ち着けて8年になる。だが何年経っても江戸弁が抜けない。
美濃の親類を頼って10年働いた宿屋で出会った新竹の令嬢と結婚して子宝にも恵まれたが、事故で妻と兄夫婦、息子と甥を一度に失い、2人の子供を見殺しにした自責の念から2度首吊り自殺を図ったこともあった。売り上げの勘定が合わない件について碁敵の林蔵に相談する。
善吉（ぜんきち）
蔵の泡番。己達の仕込んだ酒は本当は全部己で飲み干したいと豪語する程の酒好き。店の怪事は、伊丹や灘の酒蔵で祀られているマメダのせいだと与兵衛に話をする。
多左衛門（たざえもん）
酒蔵新竹の先代。売る側の敷居は高く、買う側の敷居は低くという信条が口癖。人徳のある善人だったが慾がなく、前に出る気概に欠けていた。蔵元が杜氏を兼ねる一人蔵から杜氏を別に立てて酒造りを商売と分けることを決め、商売は息子に任せて杜氏の後見人として酒造りを監督する。
新竹を襲った悲しい出来事ののち、見込んだ入り婿である与兵衛に酒蔵を譲り、間もなく死去した。
さだ
多左衛門の娘。長逗留した宿に勤めていた与兵衛と魅かれ合って婿にすることを望み、2年後には息子を産むが、紅葉岳へ舟遊びに出かけた際の事故で岩に打ち付けられて死亡する。
喜左衛門（きざえもん）
多左衛門の長男でさだの兄。礼節を弁えた頼もしい男で、商才もあった。9年前当時は新竹の番頭であり、酒屋者としてのひと通りの修行は済ませていたが、父からは商人としての手腕を求められ、酒造りと分けた商売を任されていた。江戸への酒荷の輸送の面で摂泉十二郷に大きく水をあけられているという状況を変えようと、美濃の小さな蔵元を集めて会合を持って連日商談をしていた。だが、舟遊びでの事故で妻と共に溺死してしまう。
与吉（よきち）
与兵衛とさだの子。元気な男の子だった。事故の後は遺体も上がらず、行方不明。
徳松（とくまつ）
喜左衛門夫婦の子。碁盤縞の着物を着ていた。

## 野狐
摂津で代官所が燃える大騒ぎの後。行者姿に姿が変わった又市に再開したお栄は、16年前に自分の妹を死なせた林蔵が再び大阪に戻り、一文字屋仁蔵の手下として動いていることに気づく。ここ最近の巷説に見え隠れする林蔵とは果たしてあの林蔵なのかーーー（書き下ろし）

### 登場人物
お栄（おえい）
異名：野干のお栄（やかん の おえい）
船宿「き津袮」の雇われ女将。縁起物を売り歩く削掛屋だった頃の林蔵を知る。5つの時に父親を、10の時にに母親を亡くし、妹と二人で生きてきた。一代で財を成した堅気ではない大叔父から援助を受け、後ろ暗いところを隠し善人振ろうとしないところを見て育ったため、悪党のくせに善人を気取る溢れ者の小悪党の林蔵が妹と女夫になることに反対していた。
以前は小間物の行商をしていたが、妹が死んだ大坂を離れ生き抜くために様々なことに手を染めた挙句、歩き巫女にまで身を窶し、3年前に大叔父の目に留まり情けを掛けられてき津祢の女将になった。
林蔵の奸計に巻き込まれて殺された妙の復讐のため、下手人の辰造の殺害を一文字屋に依頼する。
お妙（おたえ）
栄の3つ齢下の妹。12歳の頃からお針子の仕事をして、不平も言わず能く働き、姉に忤うこともなかった。かつて林蔵にのぼせ上がり、女夫になることを考えていた。16年前、林蔵が辰造一家を追い込んでいる時に巻き込まれて命を落とす。
辰造（たつぞう）
異名：放亀の辰造（はなしがめ の たつぞう）
四天王寺界隈で香具師の元締めをしている。表向きは放生会で亀を逃す善人だが、金さえ出せば何でもする辰造一家の主という裏の顔を持ち、頑是ない子でも罪のない百姓でも商売敵でも口煩い女房でも金さえ出せば簡単に殺す。子分だけでも50人から居て、息の掛かった連中となると100や200を下らず、用心棒も幾人も雇っている。
又市（またいち）
林蔵の兄弟分。かつて一文字狸の手下として林蔵と一緒に辰造一家を追い込むが失敗し、大坂から姿を消した過去を持つ。摂津での仕事が終わった後、お栄と再会する。
山岡 百介（やまおか ももすけ）
江戸の京橋に住まう若者。諸国を歩いて怪談奇談珍談巷談を聴き集めて書き記している。先日までは京にいて、帷子辻に忽然と現れては消える腐乱死体を見たという。閑寂野の荒野に点点と燈った狐火の噂を聞きつけて、き津袮を訪れる。帳屋の林蔵と一緒にいたという。

## 用語
帳屋林蔵
林蔵が天王寺で営む帳屋。紙に帳面、筆一式などの書き物道具全般を扱う。通常は店先に笹竹を立てて目印とするところを、竹の先に樒が括られていることから、巷では樒屋とも呼ばれている。書き物道具だけでなく、小間物や細工物、錺物なども扱っており、南蛮玉なども揃えられる。
美曾我郷（みそがごう）
竹森（たけもり）、花里（はなさと）、畑野（はたの）、木山（きやま）、川田（かわた）の5つの集落からなる山村。狭いが5つの村は離れている。一番山側に木山村があり、少し下ったところに竹森村と川田村、花里村と続き、一番里に近いのが畑野村。畑野村の入口を通らなければ、他の四箇村には行けない。
10年前に疫鬼が襲い、併せて180数戸400人の村民のうち100名以上が命を落とし、領主も病気の拡大を恐れて村を閉鎖したことで支援を受けられなかった。だが、寛三郎の尽力で全滅は避けられ、200数十名は10年後も生き残っている。
荼毘ヶ原（だびがはら）
五箇村の村外れの山際にある芒原。一番近いのが木山村だが、夜中どころか昼も誰も居ない。かつては名前もなかったが、寛三郎が疫病で死んだ100人を超える死骸を集めて燃やしたことで、以降は荼毘ヶ原と呼ばれている。

## 書誌情報
- 四六判：角川書店、2010年7月23日、ISBN 4-04-874054-7
- 新書判：中央公論新社〈C★NOVELS〉、2012年8月24日、ISBN 4-12-501213-X
- 文庫判：角川書店〈角川文庫〉、2013年3月23日、ISBN 4-04-100749-6